# فاغنر (لاعب كرة قدم مواليد 1989)
فاغنر (بالبرتغالية: Vagner Antônio Brandalise) هو لاعب كرة قدم برازيلي في مركز حراسة المرمى، ولد في 24 أغسطس 1989 في Bom Sucesso do Sul ‏ في البرازيل. لعب مع باوليستا ونادي أفاي لكرة القدم ونادي إيتوانو ونادي بالميراس ونادي فيلا نوفا ونادي كريسيوما.

## وصلات خارجية
- فاغنر (لاعب كرة قدم مواليد 1989) على موقع قاعدة بيانات كرة القدم.إي يو (الإنجليزية)
- فاغنر (لاعب كرة قدم مواليد 1989) على موقع Soccerway.com (الإنجليزية)